# 美國鼠譚3：尋寶記
《美國鼠譚3：尋寶記》（英語：An American Tail: The Treasure of Manhattan Island）是1998年的一部美國動畫電影，由拉里·萊瑟姆執導、環球動畫工作室製作；為《老鼠也移民》系列的第三部電影，並為該系列首部以錄影帶首映發行的電影。

## 劇情
故事時間軸介於第一部和第二部電影之間。在19世紀的紐約，小老鼠偉福一家為實現他們的「美國夢」而奮鬥，然而貪婪的血汗工廠卻讓偉福的父親倍感艱辛。另一方面，偉福和托尼在廢棄的地鐵窺探時發現了發現了一張藏寶圖，他們決定尋求托尼認識的一位考古學家：迪瑟林博士的幫助，並前往地底下進行尋寶。
曼哈頓島地下的寶藏所有人原來是一群生活在地表下的美洲原住民老鼠，當他們看到第一批歐洲人帶來戰爭和疾病時，他們決定躲藏起來。酋長烏利索決定派他的女兒秋萊娜到地面去看看他們是否已經「改變了他們的方式」，然而地表上，血汗工廠的陰謀正蠢蠢欲動。

## 外部連結
- 互联网电影数据库（IMDb）上《美國鼠譚3：尋寶記》的资料（英文）